# Fedde Le Grand

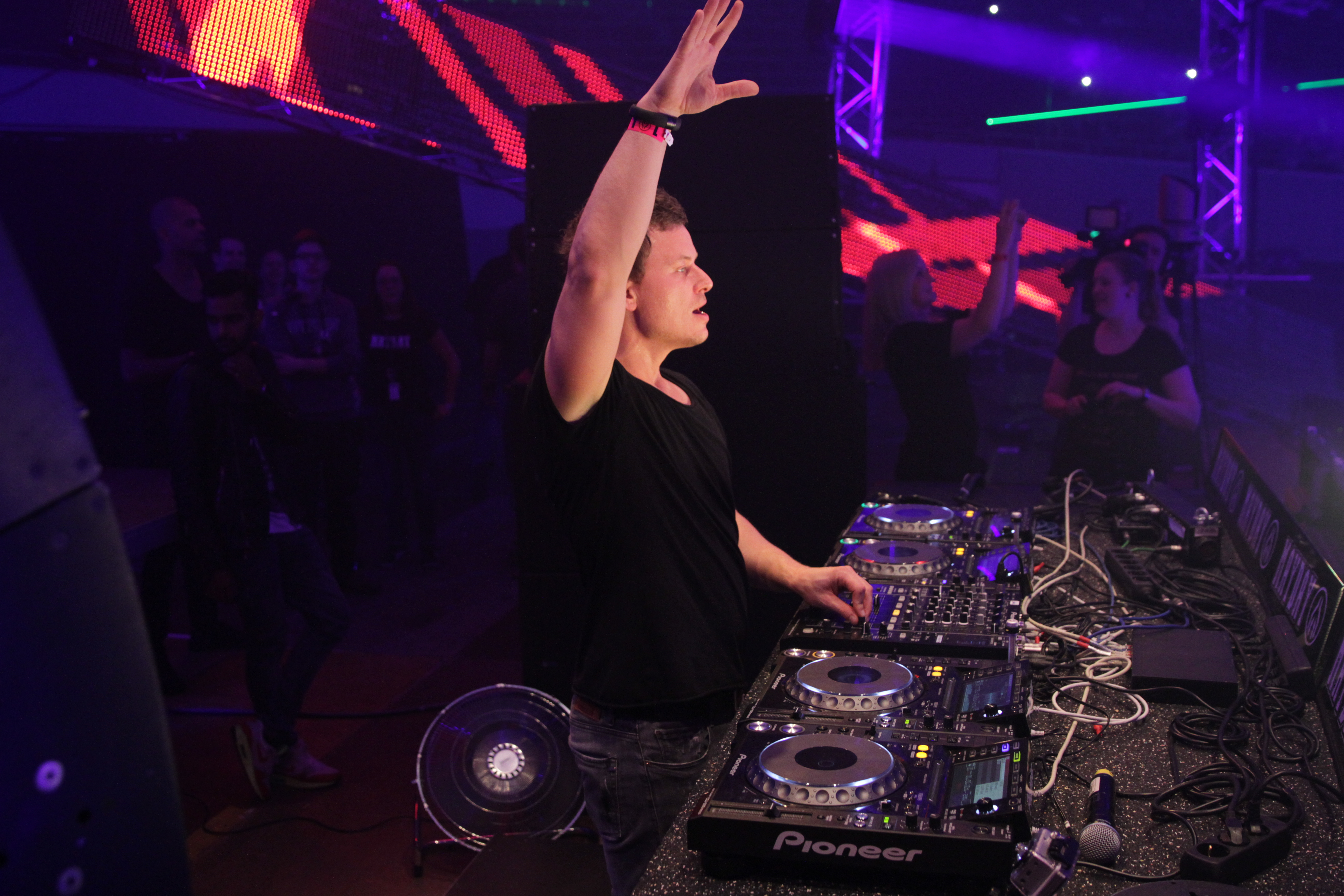
Fedde Le Grand auf der Mayday 2014

Fedde Le Grand (* 7. September 1977 in Utrecht) ist ein niederländischer House-DJ und Musikproduzent. Bekannt wurde er mit dem Track Put Your Hands Up for Detroit, der 2006 die Top Ten der niederländischen und die Spitzenposition der britischen Charts erreichte.

## Karriere
Le Grand begann seine Karriere als DJ in verschiedenen Clubs seiner Heimatstadt Utrecht. Nachdem sein Ruf über die Stadtgrenzen hinausgedrungen war, wurde er in den bekannten Club De Danssalon in Eindhoven eingeladen und blieb dort zwei Jahre lang Resident-DJ. Seither legte er in nahezu allen namhaften Clubs der Niederlande auf. Engagements im europäischen Ausland folgten.
Von 2001 an produzierte er eigene Tracks. In Zusammenarbeit mit dem niederländischen DJ Erick E entstanden ab 2003 unter dem Projektnamen Sticky People mehrere Tracks für das Plattenlabel von Sander Kleinenberg sowie die Tracks für das PlayStation-2-Spiel Cyclone Circus.
Le Grand ist regelmäßiger Gast der Musiksendung Ministry of Beats im niederländischen Radiokanal 3FM.
Zudem legte er bei der Sensation White in Antwerpen, Amsterdam und Düsseldorf auf, sowie bei der Loveparade 2007 in Essen, 2008 in Dortmund und 2010 in Duisburg und beim Sea of Love-Festival 2010 in Freiburg-Hochdorf.
Fedde moderiert beim deutschen Radiosender 1 Live die Sendung „1LIVE Rocker“ im Wechsel mit anderen DJs und legt dort seine Lieblingstitel auf. Zum Abschluss der 24. Mayday war er am 30. April 2009 in den Dortmunder Westfalenhallen zu sehen. Seit 2010 legt er jährlich an der Street Parade in Zürich auf.
Seinen größten Erfolg hatte er 2006 mit der Single Put Your Hands Up for Detroit, die den ersten Platz in den britischen Charts erreichte.

## Diskografie

### Alben
- 2007: Sessions
- 2009: Output
- 2010: Output (Limited Edition)
- 2016: Something Real

### Singles
- 2000: I Miss You
- 2000: Party Time
- 2004: Las Vegas
- 2005: Get This Feeling
- 2006: The Creeps (Camille Jones vs. Fedde Le Grand)
- 2006: Just Trippin'  (feat. MC Gee)
- 2006: Put Your Hands Up for Detroit
- 2007: Take No Shhh...
- 2007: Aah Yeah!
- 2007: Wheels in Motion
- 2007: Let Me Think About It (Ida Corr vs. Fedde Le Grand)
- 2007: Mirror 07-07-07 (Ida Corr vs. Fedde Le Grand)
- 2007: F to the F (feat. Funkerman)
- 2007: 3 Minutes to Explain (feat. Funkerman)
- 2008: Get This Feeling (Re-Issue)
- 2009: F1
- 2009: Amplifier/Pinkbird
- 2009: The Joker (feat. F-Man)
- 2009: Scared of Me (feat. Mitch Crown) (DE: #80)
- 2009: Output
- 2009: Let Me Be Real (feat. Mitch Crown)
- 2010: Back & Forth (feat. Mr.V)
- 2010: New Life (feat. Funkerman & Dany P-Jazz)
- 2010: Rockin' High
- 2011: Autosave (feat. Patric La Funk)
- 2011: Running (Fedde Le Grand vs. Sultan & Ned Shepard feat. Mitch Crown)
- 2011: Metrum
- 2011: So Much Love
- 2011: Turn It (feat. Deniz Koyu)
- 2012: Sparks (feat. Nicky Romero)
- 2012: RAW
- 2013: Where We Belong (Fedde Le Grand & Di-rect)
- 2014: Don’t Give Up
- 2014: You Got This
- 2014: Twisted
- 2015: Tales of Tomorrow  (Dimitri Vegas & Like Mike vs. Fedde Le Grand feat. Julian Perretta)
- 2015: Falling (feat. Niels Geusebroek)
- 2015: Robotic (feat. Jewelz & Sparks)
- 2015: Take me Home (feat. Patric La Funk)
- 2015: Cinematic (feat. Denny White)
- 2015: The Noise
- 2015: Feel Good (feat. Holl & Rush)
- 2016: Keep On Believing
- 2016: Give Me Some (mit Merk & Kremont)
- 2017: Love’s Gonna Get You (mit D.O.D)
- 2017: Keep On Rising (mit Ian Carey)
- 2017: Firestarter (mit Ida Corr feat. Shaggy)
- 2017: Coco’s Miracle (mit Dannic vs. Coco Star)
- 2017: Wonder Years (feat. Adam McInnis)
- 2017: Let Me Think About It (Celebration Mix) (mit Ida Corr)

### Remixes
- 2004: Anita Kelsey – Every Kiss / Fedde Le Grand Remix
- 2005: Funkerman & RAF – Rule the Night / Fedde Le Grand Remix
- 2005: Erick E – Boogie Down / Fedde Le Grand Remix
- 2005: Funkerman – The One / Fedde Le Grand Remix
- 2006: Freeform Five – No More Conversations / Fedde Le Grand Remix
- 2006: Olav Basoski Feat. Mc Spyder – Like Dis / Fedde Le Grand Remix
- 2006: Erick E – The Beat Is Rockin / Fedde Le Grand Remix
- 2006: Erick E – Boogie Down / Fedde Le Grand Remix
- 2007: Samim – Heater / Fedde Le Grand Remix
- 2007: Freeform Five – No More Conversations / Fedde Le Grand Remix
- 2007: Ida Corr – Let Me Think About It / Fedde Le Grand Remix
- 2008: Martin Solveig – C'est la Vie (Fedde vs. Martin Club Mix)
- 2008: Madonna – Give It 2 Me / Fedde Le Grand Remix
- 2008: Stereo MCs – Black Gold / Fedde Le Grand Remix
- 2009: Sono – Keep Control Plus / Fedde Le Grand Remix
- 2009: Kraak & Smaak – Squeeze Me / Fedde Le Grand Remix
- 2009: Fatboy Slim – Praise You / Fedde Le Grand Remix
- 2010: Everything but the Girl – Missing / Fedde Le Grand Remix
- 2011: Soundtracks&Comebacks – Goldfish / Fedde Le Grand Remix
- 2011: Rye Rye feat. Robyn – Never Will Be Mine / Fedde Le Grand Vocal Remix
- 2011: David Guetta feat. Taio Cruz & Ludacris – Little Bad Girl / Fedde Le Grand Remix
- 2011: Coldplay – Paradise / Fedde Le Grand Remix
- 2012: Digitalism – Zdarlight / Fedde Le Grand & Deniz Koyu Remix
- 2014: Michael Jackson - Love Never Felt So Good / Fedde Le Grand Remix
- 2014: Mary Lambert - Secrets / Fedde Le Grand Remix
- 2014: Naughty Boy feat. Sam Romans - Home / Fedde Le Grand Remix
- 2014: Nicky Romero feat. Vicetone - Let Me Feel / Fedde Le Grand Remix
- 2015: Madonna feat. Nicki Minaj - Bitch I'm Madonna / Fedde Le Grand Remix
- 2015: Faithless - Insomnia / Fedde Le Grand Remix